# Michel Tornéus
Michel Tresor Komesha Tornéus ( * 26. května 1986) je švédský sportovec, atlet, který se specializuje na skok daleký. Je v této disciplíně halovým mistrem Evropy z roku 2015.

## Sportovní kariéra
Jeho prvním úspěchem bylo sedmé místo v soutěži dálkařů na halovém mistrovství Evropy v roce 2011. O rok později na mistrovství Evropy skončil v dálce třetí výkonem 817 cm. Na olympiádě v Londýně ve stejném roce obsadil čtvrté místo. Na jaře 2013 vybojoval stříbrnou medaili na halovém mistrovství Evropy ve skoku do dálky výkonem 829 cm. Následující sezónu vybojoval na světovém halovém šampionátu v soutěži dálkařů bronzovou medaili. Zatím největším úspěchem je pro něj titul halového mistra Evropy získaný v roce 2015 v osobním rekordu 830 cm.